# تشييد الأنفاق

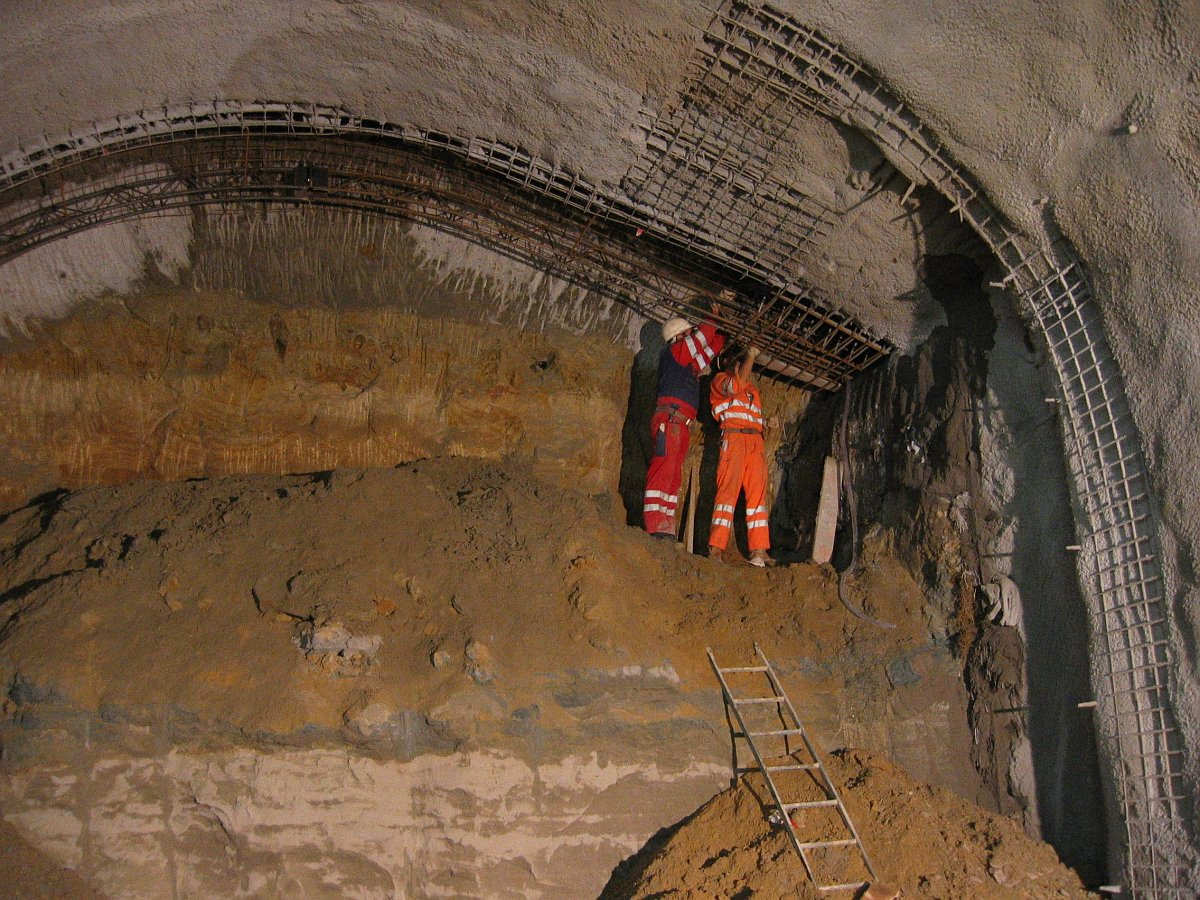

الأنفاق هي نتاج عمليات الحفر في مواد تختلف بين الطين الناعم والحجر القاسي. تعتمد طريقة تشييد النفق على عوامل مثل ظروف الأرض وظروف المياه الجوفية وطول مسار النفق وقطره وعمقه ولوجستيات تدعيم حفريات النفق والاستخدام والشكل النهائيان للنفق وإدارة الأزمات بطريقة صحيحة.
هناك ثلاثة أنواع أساسية شائعة الاستخدام في تشييد الأنفاق:
- أنفاق الحفر والتغطية (أو تقنية الحفر المكشوف – الحفر والردم)، تُشيّد في خندق سطحي قليل العمق وتُغطى بعدها.
- النفق المحفور باستخدام الآلة، يُشيّد في الموقع نفسه، دون إزالة الأرض فوقه. يكون عادةً ذو مقطع عرضي دائري أو على شكل حدوة حصان. تنطبق عليه بعض مبادئ عمليات التعدين التي تجري تحت سطح الأرض. تتضمن التقنيات الحديثة استخدام الخرسانة المقذوفة كما في الطريقة النمساوية الجديدة لتشييد الأنفاق، واستخدام آلة حفر الأنفاق أو درع الأنفاق. لكن، مع ذلك تُشيّد الأنفاق وتُؤمّن باستخدام التدعيم الخشبي لسقف النفق والتدعيم المؤقت ثم تُبطن بالحجارة أو توضع دعائم مؤقتة. تُعتبر التقنيات المعروفة المُستخدمة في عمليات تشييد الأسقف المعقودة، مفيدة في هذه الحالة.
- الأنفاق المغمورة، تُغمر في الجسم المائي وتوضع على القاع أو تُطمر تحته مباشرةً.

## الحفر والتغطية
الحفر والتغطية هي طريقة بسيطة لتشييد الأنفاق السطحية إذ يُحفر الخندق ويُغطى بسقف من خلال استخدام نظام تدعيم علوي متين كفاية لتحمل حمولة ما سيُبنى فوق النفق. هناك شكلان أساسيان لطريقة الحفر المكشوف:
- آلية الحفر من الأسفل إلى أعلى: يُحفر الخندق، مع تدعيم أرضي حسب الضرورة، ويُشيد النفق ضمنه. يمكن أن يكون الخندق من الخرسانة المصبوبة في الموقع، أو الخرسانة مسبقة الصب، أو أقواس مسبقة الصب أو أقواس حديدية مضلعة؛ استُخدمت أشغال الطوب سابقًا. يُردم الخندق بعدها بحذر ويُعاد السطح.
- آلية الحفر من الأعلى إلى أسفل: تُشيد جدران دعم جانبية وكمرات رابطة من مستوى الأرض وذلك بطرق تشييد حائط الردغة أو أوتاد الحفر المتجاورة. ثم من خلال عملية حفر سطحية يُشّيد سطح النفق من جوائز خرسانية مسبقة الصب أو مصبوبة في الموقع. يُعاد السطح بعد ذلك عدا عن فتحات الدخول. يسمح هذا الأمر بإعادة الفتح الباكر للطرق والخدمات والمعالم السطحية الأخرى. بعد ذلك، تأخذ الحفريات مجراها تحت السطح الدائم للنفق، وتُشيد قاعدة الأرضية.

غالبًا ما تشيد الأنفاق السطحية باستخدام طريقة الحفر والردم (أما إذا كانت تحت الماء، فتُشيد من نوع النفق المغمور)، في حين تُحفر الأنفاق العميقة غالبًا باستخدام درع الأنفاق. بالنسبة للمستويات المتوسطة، فإنه يمكن استخدام كِلا الطريقتين.
غالبًا ما تُستخدم الأنفاق الصندوقية الكبيرة التي تعتمد على تقنية الحفر المكشوف في محطات المترو تحت سطح الأرض، مثل محطة مترو كناري وارف في لندن. يملك هذا الشكل الإنشائي عمومًا مستويين، مما يسمح بإمكانية وجود تنظيمات اقتصادية من أجل قاعة التذاكر وأرصفة المحطة وأماكن دخول الركاب ومخارج الطوارئ وضبط التهوية والدخان وغرف الموظفين وغرف المعدات. شُبّه الجزء الداخلي لمحطة كناري وارف بكاتدرائية تحت الأرض، نظرًا لحجم الحفريات الهائل. يختلف هذا مع العديد من المحطات التقليدية في مترو لندن، إذ استُخدمت الأنفاق المحفورة بالآلة من أجل المحطات ومداخل الركاب. إلا أن الأجزاء الأصلية من شبكة مترو لندن، سكة حديد المتروبوليتان وسكك حديد المقاطعة، شُيّدت باستخدام تقنية الحفر والردم. سبقت هذه الخطوط قطارات الجر الكهربائي وكان القرب من السطح مفيدًا للتهوية بسبب وجود البخار والدخان.
يُعتبر العيب الرئيسي لطريقة الحفر والردم هو التعطيل الكبير الذي تُسببه على مستوى السطح خلال مرحلة التشييد. أدى هذا الأمر، بالإضافة إلى توفر نظام الجر الكهربائي، إلى تحول طريقة حفر أنفاق شبكة مترو لندن إلى الأنفاق المحفورة بالآلة بمستويات أعمق بنهاية القرن التاسع عشر.  